# 대한민국 제16대 국회
제16대 대한민국 국회는 21세기 첫 대한민국 국회이며 1987년 6월 민주항쟁 이후 사상 첫 원내교섭단체 양당체제로 2000년 6월 5일에 개원하였다.

## 임기
4년 (2000년 5월 30일 ~ 2004년 5월 29일)

## 국회의 구성

### 의장·부의장
|            | 2000년 6월 5일 ~ 2002년 5월 29일    | 2000년 6월 5일 ~ 2002년 5월 29일 | 2002년 7월 8일 ~ 2004년 5월 29일 | 2002년 7월 8일 ~ 2004년 5월 29일 |
| 국회의장   | 이만섭                              | 이만섭                           | 박관용                           | 박관용                           |
| 국회부의장 | 홍사덕 (한나라당) 김종하 (한나라당) | 김종호 (자유민주연합)            | 김태식 (새천년민주당)            | 조부영 (자유민주연합)            |

### 정당별 구성
| 교섭단체명     | 정당명       | 2000년 총선 당시         | 2000년 총선 당시         | 2000년 총선 당시                | 2004년 총선 당시                | 2004년 총선 당시                | 2004년 총선 당시 |
| 교섭단체명     | 정당명       | 지역구                   | 비례대표                 | 합계                            | 지역구                          | 비례대표                        | 합계             |
| -------------- | ------------ | ------------------------ | ------------------------ | ------------------------------- | ------------------------------- | ------------------------------- | ---------------- |
| 한나라당       | 한나라당     | 112석                    | 21석                     | 133석                           | 118석                           | 21석                            | 139석            |
| 새천년민주당   | 새천년민주당 | 96석                     | 19석                     | 115석                           | 40석                            | 19석                            | 59석             |
| 열린우리당     | 열린우리당   | 한나라당 민주당에서 분리 | 한나라당 민주당에서 분리 | 한나라당 민주당에서 분리        | 49석                            | 0석                             | 49석             |
| 비교섭단체     |              |                          |                          |                                 |                                 |                                 |                  |
| 자유민주연합   | 12석         | 5석                      | 17석                     | 5석                             | 5석                             | 10석                            |                  |
| 민주국민당     | 1석          | 1석                      | 2석                      | 0석                             | 1석                             | 1석                             |                  |
| 국민통합21     | 신생정당     | 신생정당                 | 신생정당                 | 1석                             | 0석                             | 1석                             |                  |
| 희망의한국신당 | 1석          | 0석                      | 1석                      | 자진해산 (한나라당에 흡수 합당) | 자진해산 (한나라당에 흡수 합당) | 자진해산 (한나라당에 흡수 합당) |                  |
| 무소속         | 5석          | -                        | 5석                      | 11석                            | -                               | 11석                            |                  |
| 계             | 계           | 227석                    | 46석                     | 273석                           | 224석                           | 46석                            | 270석            |

### 상임위원회
| 위원회                 | 이름   | 소속정당     |
| ---------------------- | ------ | ------------ |
| 국회운영위원회         | 정균환 | 새천년민주당 |
| 국회운영위원회         | 이상수 | 새천년민주당 |
| 국회운영위원회         | 정균환 | 새천년민주당 |
| 법제사법위원회         | 박헌기 | 한나라당     |
| 정무위원회             | 박주천 | 한나라당     |
| 재정경제위원회         | 최돈웅 | 한나라당     |
| 재정경제위원회         | 나오연 | 한나라당     |
| 통일외교통상위원회     | 박명환 | 한나라당     |
| 국방위원회             | 천용택 | 새천년민주당 |
| 행정자치위원회         | 이용삼 | 새천년민주당 |
| 교육위원회             | 이규택 | 한나라당     |
| 과학기술정보통신위원회 | 이상희 | 한나라당     |
| 과학기술정보통신위원회 | 김형오 | 한나라당     |
| 문화관광위원회         | 최재승 | 새천년민주당 |
| 농림해양수산위원회     | 함석재 | 자유민주연합 |
| 산업자원위원회         | 박광태 | 새천년민주당 |
| 보건복지위원회         | 전용원 | 한나라당     |
| 환경노동위원회         | 유용태 | 새천년민주당 |
| 환경노동위원회         | 이윤수 | 새천년민주당 |
| 건설교통위원회         | 김영일 | 한나라당     |
| 정보위원회             | 김명섭 | 새천년민주당 |
| 여성위원회             | 이연숙 | 한나라당     |

| 위원회                 | 이름   | 소속정당     |
| ---------------------- | ------ | ------------ |
| 국회운영위원회         | 정균환 | 새천년민주당 |
| 국회운영위원회         | 유용태 | 새천년민주당 |
| 법제사법위원회         | 함석재 | 한나라당     |
| 법제사법위원회         | 김기춘 | 한나라당     |
| 정무위원회             | 이강두 | 한나라당     |
| 정무위원회             | 이재창 | 한나라당     |
| 재정경제위원회         | 나오연 | 한나라당     |
| 재정경제위원회         | 안택수 | 한나라당     |
| 통일외교통상위원회     | 서정화 | 한나라당     |
| 국방위원회             | 장영달 | 새천년민주당 |
| 행정자치위원회         | 박종우 | 한나라당     |
| 교육위원회             | 윤영탁 | 한나라당     |
| 과학기술정보통신위원회 | 김형오 | 한나라당     |
| 과학기술정보통신위원회 | 안동선 | 자유민주연합 |
| 문화관광위원회         | 배기선 | 새천년민주당 |
| 농림해양수산위원회     | 이양희 | 한나라당     |
| 산업자원위원회         | 박상규 | 새천년민주당 |
| 보건복지위원회         | 박종웅 | 한나라당     |
| 환경노동위원회         | 송훈석 | 새천년민주당 |
| 건설교통위원회         | 신영국 | 한나라당     |
| 정보위원회             | 김덕규 | 새천년민주당 |
| 여성위원회             | 임진출 | 한나라당     |

## 의석 변동
| 날짜             | 이름                                                                    | 소속정당                      | 선거구                    | 사유 | 정당별 증감 | 의석 수 |
| ---------------- | ----------------------------------------------------------------------- | ----------------------------- | ------------------------- | --- | ----------- | --- |
| 2000년 5월 22일  | 강운태                                                                  | 무소속 → 새천년민주당         | 광주 남구                 | 민주당 입당                                                                                             | ±4          | 한나라당 133석 새천년민주당 119석 자유민주연합 17석 민주국민당 2석 희망의한국신당 1석 무소속 1석                                 |
| 2000년 5월 22일  | 이강래                                                                  | 무소속 → 새천년민주당         | 전북 남원시·순창군        | 민주당 입당                                                                                             | ±4          | 한나라당 133석 새천년민주당 119석 자유민주연합 17석 민주국민당 2석 희망의한국신당 1석 무소속 1석                                 |
| 2000년 5월 22일  | 박주선                                                                  | 무소속 → 새천년민주당         | 전남 보성군·화순군        | 민주당 입당                                                                                             | ±4          | 한나라당 133석 새천년민주당 119석 자유민주연합 17석 민주국민당 2석 희망의한국신당 1석 무소속 1석                                 |
| 2000년 5월 22일  | 이정일                                                                  | 무소속 → 새천년민주당         | 전남 해남군·진도군        | 민주당 입당                                                                                             | ±4          | 한나라당 133석 새천년민주당 119석 자유민주연합 17석 민주국민당 2석 희망의한국신당 1석 무소속 1석                                 |
| 2000년 9월 20일  | 김한길 → 김화중                                                         | 새천년민주당                  | 전국구                    | 김한길 문화관광부 장관 임명으로 사퇴 김화중 승계                                                        |             | 한나라당 133석 새천년민주당 119석 자유민주연합 17석 민주국민당 2석 희망의한국신당 1석 무소속 1석                                 |
| 2000년 12월 28일 | 서영훈 → 최명헌                                                         | 새천년민주당                  | 전국구                    | 서영훈 탈당으로 의원직 상실 최명헌 승계                                                                 |             | 한나라당 133석 새천년민주당 119석 자유민주연합 17석 민주국민당 2석 희망의한국신당 1석 무소속 1석                                 |
| 2000년 12월 30일 | 송석찬                                                                  | 새천년민주당 → 자유민주연합   | 대전 유성구               | 자민련 교섭단체 구성 위한 당적 변경                                                                     | ±3          | 한나라당 133석 새천년민주당 116석 자유민주연합 20석 민주국민당 2석 희망의한국신당 1석 무소속 1석                                 |
| 2000년 12월 30일 | 배기선                                                                  | 새천년민주당 → 자유민주연합   | 경기 부천시 원미구 을     | 자민련 교섭단체 구성 위한 당적 변경                                                                     | ±3          | 한나라당 133석 새천년민주당 116석 자유민주연합 20석 민주국민당 2석 희망의한국신당 1석 무소속 1석                                 |
| 2000년 12월 30일 | 송영진                                                                  | 새천년민주당 → 자유민주연합   | 충남 당진군               | 자민련 교섭단체 구성 위한 당적 변경                                                                     | ±3          | 한나라당 133석 새천년민주당 116석 자유민주연합 20석 민주국민당 2석 희망의한국신당 1석 무소속 1석                                 |
| 2001년 1월 8일   | 강창희                                                                  | 자유민주연합 → 무소속         | 대전 중구                 | 의원꿔주기 반대로 제명되어 자민련 탈당                                                                  | ±1          | 한나라당 133석 새천년민주당 116석 자유민주연합 19석 민주국민당 2석 희망의한국신당 1석 무소속 2석                                 |
| 2001년 1월 10일  | 장재식                                                                  | 새천년민주당 → 자유민주연합   | 서울 서대문구 을          | 자민련 교섭단체 구성 위한 당적 변경 자민련 원내 교섭단체 지위 획득 원내교섭단체 3당 체제 전환           | ±1          | 한나라당 133석 새천년민주당 115석 자유민주연합 20석 민주국민당 2석 희망의한국신당 1석 무소속 2석                                 |
| 2001년 1월 28일  | 한명숙 → 박양수                                                         | 새천년민주당                  | 전국구                    | 한명숙 여성부 장관 임명으로 사퇴 박양수 승계                                                            |             | 한나라당 133석 새천년민주당 115석 자유민주연합 20석 민주국민당 2석 희망의한국신당 1석 무소속 2석                                 |
| 2001년 6월 1일   | 김영구                                                                  | 한나라당                      | 서울 동대문구 을          | 대법원에서 선거 무효 판결로 의원직 상실                                                                 | -1          | 한나라당 132석 새천년민주당 115석 자유민주연합 20석 민주국민당 2석 희망의한국신당 1석 무소속 2석                                 |
| 2001년 7월 13일  | 장영신                                                                  | 새천년민주당                  | 서울 구로구 을            | 대법원에서 선거 무효 판결로 의원직 상실                                                                 | -1          | 한나라당 132석 새천년민주당 114석 자유민주연합 20석 민주국민당 2석 희망의한국신당 1석 무소속 2석                                 |
| 2001년 9월 3일   | 최돈웅                                                                  | 한나라당                      | 강원 강릉시               | 당선무효 회피를 위한 의원직 사퇴                                                                        | -1          | 한나라당 131석 새천년민주당 114석 자유민주연합 20석 민주국민당 2석 희망의한국신당 1석 무소속 2석                                 |
| 2001년 9월 4일   | 장재식                                                                  | 자유민주연합 → 무소속         | 서울 서대문구 을          | 자민련 탈당 자민련 원내 교섭단체 지위권 상실 원내교섭단체 양당체제 전환                                 | ±4          | 한나라당 131석 새천년민주당 114석 자유민주연합 16석 민주국민당 2석 희망의한국신당 1석 무소속 6석                                 |
| 2001년 9월 4일   | 송석찬                                                                  | 자유민주연합 → 무소속         | 대전 유성구               | 자민련 탈당 자민련 원내 교섭단체 지위권 상실 원내교섭단체 양당체제 전환                                 | ±4          | 한나라당 131석 새천년민주당 114석 자유민주연합 16석 민주국민당 2석 희망의한국신당 1석 무소속 6석                                 |
| 2001년 9월 4일   | 배기선                                                                  | 자유민주연합 → 무소속         | 경기 부천시 원미구 을     | 자민련 탈당 자민련 원내 교섭단체 지위권 상실 원내교섭단체 양당체제 전환                                 | ±4          | 한나라당 131석 새천년민주당 114석 자유민주연합 16석 민주국민당 2석 희망의한국신당 1석 무소속 6석                                 |
| 2001년 9월 4일   | 송영진                                                                  | 자유민주연합 → 무소속         | 충남 당진군               | 자민련 탈당 자민련 원내 교섭단체 지위권 상실 원내교섭단체 양당체제 전환                                 | ±4          | 한나라당 131석 새천년민주당 114석 자유민주연합 16석 민주국민당 2석 희망의한국신당 1석 무소속 6석                                 |
| 2001년 9월 7일   | 이한동                                                                  | 자유민주연합 → 무소속         | 경기 연천군·포천군        | 연립정부 붕괴에도 국무총리직 유임해 제명                                                                | ±1          | 한나라당 131석 새천년민주당 115석 자유민주연합 15석 민주국민당 2석 희망의한국신당 1석 무소속 7석                                 |
| 2001년 9월 7일   | 유삼남 → 조배숙                                                         | 새천년민주당                  | 전국구                    | 유삼남 해양수산부 장관 임명으로 사퇴 조배숙 승계                                                        |             | 한나라당 131석 새천년민주당 115석 자유민주연합 15석 민주국민당 2석 희망의한국신당 1석 무소속 7석                                 |
| 2001년 9월 10일  | 장재식                                                                  | 무소속 → 새천년민주당         | 서울 서대문구 을          | 민주당 복당                                                                                             | ±4          | 한나라당 131석 새천년민주당 118석 자유민주연합 15석 민주국민당 2석 희망의한국신당 1석 무소속 3석                                 |
| 2001년 9월 10일  | 송석찬                                                                  | 무소속 → 새천년민주당         | 대전 유성구               | 민주당 복당                                                                                             | ±4          | 한나라당 131석 새천년민주당 118석 자유민주연합 15석 민주국민당 2석 희망의한국신당 1석 무소속 3석                                 |
| 2001년 9월 10일  | 배기선                                                                  | 무소속 → 새천년민주당         | 경기 부천시 원미구 을     | 민주당 복당                                                                                             | ±4          | 한나라당 131석 새천년민주당 118석 자유민주연합 15석 민주국민당 2석 희망의한국신당 1석 무소속 3석                                 |
| 2001년 9월 10일  | 송영진                                                                  | 무소속 → 새천년민주당         | 충남 당진군               | 민주당 복당                                                                                             | ±4          | 한나라당 131석 새천년민주당 118석 자유민주연합 15석 민주국민당 2석 희망의한국신당 1석 무소속 3석                                 |
| 2001년 10월 20일 | 강창희                                                                  | 무소속 → 한나라당             | 대전 중구                 | 입당 | ±2          | 한나라당 133석 새천년민주당 118석 자유민주연합 15석 민주국민당 2석 무소속 2석                                                    |
| 2001년 10월 20일 | 김용환                                                                  | 희망의한국신당 → 한나라당     | 충남 보령시·서천군        | 입당 | ±2          | 한나라당 133석 새천년민주당 118석 자유민주연합 15석 민주국민당 2석 무소속 2석                                                    |
| 2001년 10월 25일 | 홍준표                                                                  | 한나라당                      | 서울 동대문구 을          | 재보궐선거 당선                                                                                         | +3          | 한나라당 136석 새천년민주당 118석 자유민주연합 15석 민주국민당 2석 무소속 2석                                                    |
| 2001년 10월 25일 | 이승철                                                                  | 한나라당                      | 서울 구로구 을            | 재보궐선거 당선                                                                                         | +3          | 한나라당 136석 새천년민주당 118석 자유민주연합 15석 민주국민당 2석 무소속 2석                                                    |
| 2001년 10월 25일 | 최돈웅                                                                  | 한나라당                      | 강원 강릉시               | 재보궐선거 당선                                                                                         | +3          | 한나라당 136석 새천년민주당 118석 자유민주연합 15석 민주국민당 2석 무소속 2석                                                    |
| 2002년 1월 5일   | 손태인                                                                  | 한나라당                      | 부산 해운대구·기장군 갑   | 사망 | -1          | 한나라당 135석 새천년민주당 118석 자유민주연합 15석 민주국민당 2석 무소속 2석                                                    |
| 2002년 1월 22일  | 장성민                                                                  | 새천년민주당                  | 서울 금천구               | 대법원에서 공직선거법 위반으로 당선무효형 확정                                                          | -1          | 한나라당 135석 새천년민주당 117석 자유민주연합 15석 민주국민당 2석 무소속 2석                                                    |
| 2002년 1월 27일  | 심규섭                                                                  | 새천년민주당                  | 경기 안성시               | 사망 | -1          | 한나라당 135석 새천년민주당 116석 자유민주연합 15석 민주국민당 2석 무소속 2석                                                    |
| 2002년 2월 21일  | 김호일                                                                  | 한나라당                      | 경남 마산시 합포구        | 대법원에서 공직선거법 위반으로 당선무효형 확정                                                          | -1          | 한나라당 134석 새천년민주당 116석 자유민주연합 15석 민주국민당 2석 무소속 2석                                                    |
| 2002년 2월 26일  | 한승수                                                                  | 민주국민당 → 무소속           | 강원 춘천시               | 민주국민당 탈당                                                                                         | ±1          | 한나라당 134석 새천년민주당 116석 자유민주연합 15석 민주국민당 1석 무소속 3석                                                    |
| 2002년 2월 28일  | 박근혜                                                                  | 한나라당 → 무소속             | 대구 달성군               | 한나라당 탈당                                                                                           | ±1          | 한나라당 133석 새천년민주당 116석 자유민주연합 15석 민주국민당 1석 무소속 4석                                                    |
| 2002년 3월 8일   | 이만섭                                                                  | 새천년민주당 → 무소속         | 전국구                    | 국회법 개정으로 국회의장 당적보유 금지되어 민주당 탈당                                                  | ±1          | 한나라당 133석 새천년민주당 115석 자유민주연합 15석 민주국민당 1석 무소속 5석                                                    |
| 2002년 5월 16일  | 함석재                                                                  | 자유민주연합 → 무소속         | 충남 천안시 을            | 자민련 탈당                                                                                             | ±1          | 한나라당 133석 새천년민주당 115석 자유민주연합 14석 민주국민당 1석 무소속 6석                                                    |
| 2002년 5월 17일  | 박근혜                                                                  | 무소속 → 한국미래연합         | 대구 달성군               | 한국미래연합 창당                                                                                       | ±1          | 한나라당 133석 새천년민주당 115석 자유민주연합 14석 민주국민당 1석 한국미래연합 1석 무소속 5석                                   |
| 2002년 5월 24일  | 유성근                                                                  | 한나라당                      | 경기 하남시               | 대법원에서 공직선거법 위반으로 당선무효형 확정                                                          | -1          | 한나라당 132석 새천년민주당 115석 자유민주연합 14석 민주국민당 1석 한국미래연합 1석 무소속 5석                                   |
| 2002년 5월 27일  | 김민석                                                                  | 새천년민주당                  | 서울 영등포구 을          | 서울시장 출마로 사퇴                                                                                    | -1          | 한나라당 132석 새천년민주당 114석 자유민주연합 14석 민주국민당 1석 한국미래연합 1석 무소속 5석                                   |
| 2002년 5월 30일  | 함석재                                                                  | 무소속 → 한나라당             | 충남 천안시 을            | 한나라당 입당                                                                                           | ±1          | 한나라당 133석 새천년민주당 114석 자유민주연합 14석 민주국민당 1석 한국미래연합 1석 무소속 4석                                   |
| 2002년 6월 14일  | 박용호                                                                  | 새천년민주당                  | 인천 서구·강화군 을       | 대법원에서 공직선거법 위반으로 당선무효형 확정                                                          | -1          | 한나라당 133석 새천년민주당 113석 자유민주연합 14석 민주국민당 1석 한국미래연합 1석 무소속 4석                                   |
| 2002년 6월 25일  | 정인봉                                                                  | 한나라당                      | 서울 종로구               | 대법원에서 공직선거법 위반으로 당선무효형 확정                                                          | -1          | 한나라당 132석 새천년민주당 113석 자유민주연합 14석 민주국민당 1석 한국미래연합 1석 무소속 4석                                   |
| 2002년 6월 28일  | 정재문                                                                  | 한나라당                      | 부산 부산진구 갑          | 당선무효                                                                                                | -2          | 한나라당 131석 새천년민주당 112석 자유민주연합 14석 민주국민당 1석 한국미래연합 1석 무소속 4석                                   |
| 2002년 6월 28일  | 장정언                                                                  | 새천년민주당                  | 북제주군                  | 당선무효                                                                                                | -2          | 한나라당 131석 새천년민주당 112석 자유민주연합 14석 민주국민당 1석 한국미래연합 1석 무소속 4석                                   |
| 2002년 6월 29일  | 이만섭                                                                  | 무소속 → 새천년민주당         | 전국구                    | 국회의장 임기 만료으로 민주당 복당                                                                      | ±1          | 한나라당 130석 새천년민주당 113석 자유민주연합 14석 민주국민당 1석 한국미래연합 1석 무소속 4석                                   |
| 2002년 6월 29일  | 박관용                                                                  | 한나라당 → 무소속             | 부산 동래구               | 국회의장 선출되어 한나라당 탈당                                                                         | ±1          | 한나라당 130석 새천년민주당 113석 자유민주연합 14석 민주국민당 1석 한국미래연합 1석 무소속 4석                                   |
| 2002년 7월 1일   | 손학규                                                                  | 한나라당                      | 경기 광명시               | 경기지사 취임으로 의원직 사퇴                                                                           | -1          | 한나라당 129석 새천년민주당 111석 자유민주연합 14석 민주국민당 1석 한국미래연합 1석 무소속 4석                                   |
| 2002년 7월 1일   | 박광태                                                                  | 새천년민주당                  | 광주 북구 갑              | 광주시장 취임으로 의원직 사퇴                                                                           | -2          | 한나라당 129석 새천년민주당 111석 자유민주연합 14석 민주국민당 1석 한국미래연합 1석 무소속 4석                                   |
| 2002년 7월 1일   | 강현욱                                                                  | 새천년민주당                  | 전북 군산시               | 전북지사 취임으로 의원직 사퇴                                                                           | -2          | 한나라당 129석 새천년민주당 111석 자유민주연합 14석 민주국민당 1석 한국미래연합 1석 무소속 4석                                   |
| 2002년 7월 10일  | 김태호                                                                  | 한나라당                      | 울산 중구                 | 사망 | -1          | 한나라당 128석 새천년민주당 111석 자유민주연합 14석 민주국민당 1석 한국미래연합 1석 무소속 4석                                   |
| 2002년 7월 22일  | 전재희 → 김영선                                                         | 한나라당                      | 전국구                    | 전재희 재보궐선거 출마 위해 사퇴 김영선 승계                                                            |             | 한나라당 128석 새천년민주당 111석 자유민주연합 14석 민주국민당 1석 한국미래연합 1석 무소속 4석                                   |
| 2002년 8월 8일   | 박진                                                                    | 한나라당                      | 서울 종로구               | 재보궐선거 당선 한나라당 원내 과반수 확보                                                               | +11         | 한나라당 139석 새천년민주당 113석 자유민주연합 14석 민주국민당 1석 한국미래연합 1석 무소속 4석                                   |
| 2002년 8월 8일   | 이우재                                                                  | 한나라당                      | 서울 금천구               | 재보궐선거 당선 한나라당 원내 과반수 확보                                                               | +11         | 한나라당 139석 새천년민주당 113석 자유민주연합 14석 민주국민당 1석 한국미래연합 1석 무소속 4석                                   |
| 2002년 8월 8일   | 권영세                                                                  | 한나라당                      | 서울 영등포구 을          | 재보궐선거 당선 한나라당 원내 과반수 확보                                                               | +11         | 한나라당 139석 새천년민주당 113석 자유민주연합 14석 민주국민당 1석 한국미래연합 1석 무소속 4석                                   |
| 2002년 8월 8일   | 이경재                                                                  | 한나라당                      | 인천 서구·강화군 을       | 재보궐선거 당선 한나라당 원내 과반수 확보                                                               | +11         | 한나라당 139석 새천년민주당 113석 자유민주연합 14석 민주국민당 1석 한국미래연합 1석 무소속 4석                                   |
| 2002년 8월 8일   | 김병호                                                                  | 한나라당                      | 부산 부산진구 갑          | 재보궐선거 당선 한나라당 원내 과반수 확보                                                               | +11         | 한나라당 139석 새천년민주당 113석 자유민주연합 14석 민주국민당 1석 한국미래연합 1석 무소속 4석                                   |
| 2002년 8월 8일   | 서병수                                                                  | 한나라당                      | 부산 해운대구·기장군 갑   | 재보궐선거 당선 한나라당 원내 과반수 확보                                                               | +11         | 한나라당 139석 새천년민주당 113석 자유민주연합 14석 민주국민당 1석 한국미래연합 1석 무소속 4석                                   |
| 2002년 8월 8일   | 전재희                                                                  | 한나라당                      | 경기 광명시               | 재보궐선거 당선 한나라당 원내 과반수 확보                                                               | +11         | 한나라당 139석 새천년민주당 113석 자유민주연합 14석 민주국민당 1석 한국미래연합 1석 무소속 4석                                   |
| 2002년 8월 8일   | 김황식                                                                  | 한나라당                      | 경기 하남시               | 재보궐선거 당선 한나라당 원내 과반수 확보                                                               | +11         | 한나라당 139석 새천년민주당 113석 자유민주연합 14석 민주국민당 1석 한국미래연합 1석 무소속 4석                                   |
| 2002년 8월 8일   | 이해구                                                                  | 한나라당                      | 경기 안성시               | 재보궐선거 당선 한나라당 원내 과반수 확보                                                               | +11         | 한나라당 139석 새천년민주당 113석 자유민주연합 14석 민주국민당 1석 한국미래연합 1석 무소속 4석                                   |
| 2002년 8월 8일   | 김정부                                                                  | 한나라당                      | 경남 마산시 합포구        | 재보궐선거 당선 한나라당 원내 과반수 확보                                                               | +11         | 한나라당 139석 새천년민주당 113석 자유민주연합 14석 민주국민당 1석 한국미래연합 1석 무소속 4석                                   |
| 2002년 8월 8일   | 양정규                                                                  | 한나라당                      | 북제주군                  | 재보궐선거 당선 한나라당 원내 과반수 확보                                                               | +11         | 한나라당 139석 새천년민주당 113석 자유민주연합 14석 민주국민당 1석 한국미래연합 1석 무소속 4석                                   |
| 2002년 8월 8일   | 김상현                                                                  | 새천년민주당                  | 광주 북구 갑              | 재보궐선거 당선 한나라당 원내 과반수 확보                                                               | +2          | 한나라당 139석 새천년민주당 113석 자유민주연합 14석 민주국민당 1석 한국미래연합 1석 무소속 4석                                   |
| 2002년 8월 8일   | 강봉균                                                                  | 새천년민주당                  | 전북 군산시               | 재보궐선거 당선 한나라당 원내 과반수 확보                                                               | +2          | 한나라당 139석 새천년민주당 113석 자유민주연합 14석 민주국민당 1석 한국미래연합 1석 무소속 4석                                   |
| 2002년 8월 16일  | 안동선                                                                  | 새천년민주당 → 무소속         | 경기 부천시 원미구 갑     | 민주당 탈당                                                                                             | ±1          | 한나라당 139석 새천년민주당 112석 자유민주연합 14석 민주국민당 1석 한국미래연합 1석 무소속 5석                                   |
| 2002년 10월 9일  | 한승수                                                                  | 무소속 → 한나라당             | 강원 춘천시               | 한나라당 입당                                                                                           | ±1          | 한나라당 140석 새천년민주당 112석 자유민주연합 14석 민주국민당 1석 한국미래연합 1석 무소속 4석                                   |
| 2002년 10월 14일 | 전용학                                                                  | 새천년민주당 → 한나라당       | 충남 천안시 갑            | 당적변경                                                                                                | ±1          | 한나라당 142석 새천년민주당 111석 자유민주연합 13석 민주국민당 1석 한국미래연합 1석 무소속 4석                                   |
| 2002년 10월 14일 | 이완구                                                                  | 자유민주연합 → 한나라당       | 충남 청양군·홍성군        | 당적변경                                                                                                | ±1          | 한나라당 142석 새천년민주당 111석 자유민주연합 13석 민주국민당 1석 한국미래연합 1석 무소속 4석                                   |
| 2002년 11월 1일  | 김명섭                                                                  | 새천년민주당 → 무소속         | 서울 영등포구 갑          | 민주당 탈당                                                                                             | ±2          | 한나라당 142석 새천년민주당 109석 자유민주연합 13석 민주국민당 1석 한국미래연합 1석 무소속 6석                                   |
| 2002년 11월 1일  | 강성구                                                                  | 새천년민주당 → 무소속         | 경기 오산시·화성군        | 민주당 탈당                                                                                             | ±2          | 한나라당 142석 새천년민주당 109석 자유민주연합 13석 민주국민당 1석 한국미래연합 1석 무소속 6석                                   |
| 2002년 11월 3일  | 이근진                                                                  | 새천년민주당 → 무소속         | 경기 고양시 덕양구 을     | 민주당 탈당                                                                                             | ±2          | 한나라당 142석 새천년민주당 107석 자유민주연합 13석 민주국민당 1석 한국미래연합 1석 무소속 8석                                   |
| 2002년 11월 3일  | 김윤식                                                                  | 새천년민주당 → 무소속         | 경기 용인시 을            | 민주당 탈당                                                                                             | ±2          | 한나라당 142석 새천년민주당 107석 자유민주연합 13석 민주국민당 1석 한국미래연합 1석 무소속 8석                                   |
| 2002년 11월 4일  | 설송웅                                                                  | 새천년민주당 → 무소속         | 서울 용산구               | 민주당 탈당                                                                                             | ±11         | 한나라당 142석 새천년민주당 96석 자유민주연합 13석 민주국민당 1석 한국미래연합 1석 무소속 19석                                   |
| 2002년 11월 4일  | 김원길                                                                  | 새천년민주당 → 무소속         | 서울 강북구 갑            | 민주당 탈당                                                                                             | ±11         | 한나라당 142석 새천년민주당 96석 자유민주연합 13석 민주국민당 1석 한국미래연합 1석 무소속 19석                                   |
| 2002년 11월 4일  | 김영배                                                                  | 새천년민주당 → 무소속         | 서울 양천구 을            | 민주당 탈당                                                                                             | ±11         | 한나라당 142석 새천년민주당 96석 자유민주연합 13석 민주국민당 1석 한국미래연합 1석 무소속 19석                                   |
| 2002년 11월 4일  | 박상규                                                                  | 새천년민주당 → 무소속         | 인천 부평구 갑            | 민주당 탈당                                                                                             | ±11         | 한나라당 142석 새천년민주당 96석 자유민주연합 13석 민주국민당 1석 한국미래연합 1석 무소속 19석                                   |
| 2002년 11월 4일  | 송석찬                                                                  | 새천년민주당 → 무소속         | 대전 유성구               | 민주당 탈당                                                                                             | ±11         | 한나라당 142석 새천년민주당 96석 자유민주연합 13석 민주국민당 1석 한국미래연합 1석 무소속 19석                                   |
| 2002년 11월 4일  | 유재규                                                                  | 새천년민주당 → 무소속         | 강원 홍천군·횡성군        | 민주당 탈당                                                                                             | ±11         | 한나라당 142석 새천년민주당 96석 자유민주연합 13석 민주국민당 1석 한국미래연합 1석 무소속 19석                                   |
| 2002년 11월 4일  | 이윤수                                                                  | 새천년민주당 → 무소속         | 경기 성남시 수정구        | 민주당 탈당                                                                                             | ±11         | 한나라당 142석 새천년민주당 96석 자유민주연합 13석 민주국민당 1석 한국미래연합 1석 무소속 19석                                   |
| 2002년 11월 4일  | 최선영                                                                  | 새천년민주당 → 무소속         | 경기 부천시 오정구        | 민주당 탈당                                                                                             | ±11         | 한나라당 142석 새천년민주당 96석 자유민주연합 13석 민주국민당 1석 한국미래연합 1석 무소속 19석                                   |
| 2002년 11월 4일  | 김덕배                                                                  | 새천년민주당 → 무소속         | 경기 고양시 일산구 을     | 민주당 탈당                                                                                             | ±11         | 한나라당 142석 새천년민주당 96석 자유민주연합 13석 민주국민당 1석 한국미래연합 1석 무소속 19석                                   |
| 2002년 11월 4일  | 이희규                                                                  | 새천년민주당 → 무소속         | 경기 이천시               | 민주당 탈당                                                                                             | ±11         | 한나라당 142석 새천년민주당 96석 자유민주연합 13석 민주국민당 1석 한국미래연합 1석 무소속 19석                                   |
| 2002년 11월 4일  | 박종우                                                                  | 새천년민주당 → 무소속         | 경기 김포시               | 민주당 탈당                                                                                             | ±11         | 한나라당 142석 새천년민주당 96석 자유민주연합 13석 민주국민당 1석 한국미래연합 1석 무소속 19석                                   |
| 2002년 11월 8일  | 원유철                                                                  | 새천년민주당 → 무소속         | 경기 평택시 갑            | 민주당 탈당                                                                                             | ±1          | 한나라당 142석 새천년민주당 95석 자유민주연합 13석 민주국민당 1석 한국미래연합 1석 무소속 20석                                   |
| 2002년 11월 9일  | 유용태                                                                  | 새천년민주당 → 무소속         | 서울 동작구 을            | 민주당 탈당                                                                                             | ±3          | 한나라당 142석 새천년민주당 92석 자유민주연합 13석 민주국민당 1석 한국미래연합 1석 무소속 23석                                   |
| 2002년 11월 9일  | 송영진                                                                  | 새천년민주당 → 무소속         | 충남 당진군               | 민주당 탈당                                                                                             | ±3          | 한나라당 142석 새천년민주당 92석 자유민주연합 13석 민주국민당 1석 한국미래연합 1석 무소속 23석                                   |
| 2002년 11월 9일  | 장성원                                                                  | 새천년민주당 → 무소속         | 전북 김제시               | 민주당 탈당                                                                                             | ±3          | 한나라당 142석 새천년민주당 92석 자유민주연합 13석 민주국민당 1석 한국미래연합 1석 무소속 23석                                   |
| 2002년 11월 11일 | 정몽준                                                                  | 무소속 → 국민통합21           | 울산 동구                 | 국민통합21 창당                                                                                         | ±1          | 한나라당 145석 새천년민주당 92석 자유민주연합 13석 민주국민당 1석 한국미래연합 1석 국민통합21 1석 무소속 19석                    |
| 2002년 11월 11일 | 원유철                                                                  | 무소속 → 한나라당             | 경기 평택시 갑            | 한나라당 입당                                                                                           | ±3          | 한나라당 145석 새천년민주당 92석 자유민주연합 13석 민주국민당 1석 한국미래연합 1석 국민통합21 1석 무소속 19석                    |
| 2002년 11월 11일 | 이근진                                                                  | 무소속 → 한나라당             | 경기 고양시 덕양구 을     | 한나라당 입당                                                                                           | ±3          | 한나라당 145석 새천년민주당 92석 자유민주연합 13석 민주국민당 1석 한국미래연합 1석 국민통합21 1석 무소속 19석                    |
| 2002년 11월 11일 | 김윤식                                                                  | 무소속 → 한나라당             | 경기 용인시 을            | 한나라당 입당                                                                                           | ±3          | 한나라당 145석 새천년민주당 92석 자유민주연합 13석 민주국민당 1석 한국미래연합 1석 국민통합21 1석 무소속 19석                    |
| 2002년 11월 14일 | 이양희                                                                  | 자유민주연합 → 한나라당       | 대전 동구                 | 당적변경                                                                                                | ±2          | 한나라당 147석 새천년민주당 92석 자유민주연합 10석 민주국민당 1석 한국미래연합 1석 국민통합21 1석 무소속 20석                    |
| 2002년 11월 14일 | 이재선                                                                  | 자유민주연합 → 한나라당       | 대전 서구 을              | 당적변경                                                                                                | ±2          | 한나라당 147석 새천년민주당 92석 자유민주연합 10석 민주국민당 1석 한국미래연합 1석 국민통합21 1석 무소속 20석                    |
| 2002년 11월 14일 | 오장섭                                                                  | 자유민주연합 → 무소속         | 충남 예산군               | 자민련 탈당                                                                                             | ±1          | 한나라당 147석 새천년민주당 92석 자유민주연합 10석 민주국민당 1석 한국미래연합 1석 국민통합21 1석 무소속 20석                    |
| 2002년 11월 20일 | 강성구                                                                  | 무소속 → 한나라당             | 경기 오산시·화성군        | 한나라당 입당                                                                                           | ±1          | 한나라당 148석 새천년민주당 92석 자유민주연합 10석 민주국민당 1석 한국미래연합 1석 국민통합21 1석 무소속 19석                    |
| 2002년 11월 11일 | 이한동                                                                  | 무소속 → 하나로국민연합       | 경기 연천군·포천군        | 하나로국민연합 창당                                                                                     | ±1          | 한나라당 148석 새천년민주당 92석 자유민주연합 10석 민주국민당 1석 한국미래연합 1석 국민통합21 1석 하나로국민연합 1석 무소속 18석 |
| 2002년 11월 23일 | 박근혜                                                                  | 한국미래연합 → 한나라당       | 대구 달성군               | 한나라당 복당                                                                                           | ±1          | 한나라당 149석 새천년민주당 92석 자유민주연합 10석 민주국민당 1석 국민통합21 1석 하나로국민연합 1석 무소속 18석                  |
| 2002년 11월 25일 | 김원웅                                                                  | 한나라당 → 개혁국민정당       | 대전 대덕구               | 당적변경                                                                                                | ±1          | 한나라당 148석 새천년민주당 92석 자유민주연합 10석 민주국민당 1석 개혁국민정당 1석 국민통합21 1석 하나로국민연합 1석 무소속 18석 |
| 2002년 11월 26일 | 설송웅                                                                  | 무소속 → 새천년민주당         | 서울 용산구               | 민주당 복당                                                                                             | ±12         | 한나라당 150석 새천년민주당 103석 자유민주연합 10석 민주국민당 1석 개혁국민정당 1석 국민통합21 1석 하나로국민연합 1석 무소속 4석 |
| 2002년 11월 26일 | 김영배                                                                  | 무소속 → 새천년민주당         | 서울 양천구 을            | 민주당 복당                                                                                             | ±12         | 한나라당 150석 새천년민주당 103석 자유민주연합 10석 민주국민당 1석 개혁국민정당 1석 국민통합21 1석 하나로국민연합 1석 무소속 4석 |
| 2002년 11월 26일 | 김명섭                                                                  | 무소속 → 새천년민주당         | 서울 영등포구 갑          | 민주당 복당                                                                                             | ±12         | 한나라당 150석 새천년민주당 103석 자유민주연합 10석 민주국민당 1석 개혁국민정당 1석 국민통합21 1석 하나로국민연합 1석 무소속 4석 |
| 2002년 11월 26일 | 유용태                                                                  | 무소속 → 새천년민주당         | 서울 동작구 을            | 민주당 복당                                                                                             | ±12         | 한나라당 150석 새천년민주당 103석 자유민주연합 10석 민주국민당 1석 개혁국민정당 1석 국민통합21 1석 하나로국민연합 1석 무소속 4석 |
| 2002년 11월 26일 | 송석찬                                                                  | 무소속 → 새천년민주당         | 대전 유성구               | 민주당 복당                                                                                             | ±12         | 한나라당 150석 새천년민주당 103석 자유민주연합 10석 민주국민당 1석 개혁국민정당 1석 국민통합21 1석 하나로국민연합 1석 무소속 4석 |
| 2002년 11월 26일 | 유재규                                                                  | 무소속 → 새천년민주당         | 강원 홍천군·횡성군        | 민주당 복당                                                                                             | ±12         | 한나라당 150석 새천년민주당 103석 자유민주연합 10석 민주국민당 1석 개혁국민정당 1석 국민통합21 1석 하나로국민연합 1석 무소속 4석 |
| 2002년 11월 26일 | 이윤수                                                                  | 무소속 → 새천년민주당         | 경기 성남시 수정구        | 민주당 복당                                                                                             | ±12         | 한나라당 150석 새천년민주당 103석 자유민주연합 10석 민주국민당 1석 개혁국민정당 1석 국민통합21 1석 하나로국민연합 1석 무소속 4석 |
| 2002년 11월 26일 | 최선영                                                                  | 무소속 → 새천년민주당         | 경기 부천시 오정구        | 민주당 복당                                                                                             | ±12         | 한나라당 150석 새천년민주당 103석 자유민주연합 10석 민주국민당 1석 개혁국민정당 1석 국민통합21 1석 하나로국민연합 1석 무소속 4석 |
| 2002년 11월 26일 | 김덕배                                                                  | 무소속 → 새천년민주당         | 경기 고양시 일산구 을     | 민주당 복당                                                                                             | ±12         | 한나라당 150석 새천년민주당 103석 자유민주연합 10석 민주국민당 1석 개혁국민정당 1석 국민통합21 1석 하나로국민연합 1석 무소속 4석 |
| 2002년 11월 26일 | 박종우                                                                  | 무소속 → 새천년민주당         | 경기 김포시               | 민주당 복당                                                                                             | ±12         | 한나라당 150석 새천년민주당 103석 자유민주연합 10석 민주국민당 1석 개혁국민정당 1석 국민통합21 1석 하나로국민연합 1석 무소속 4석 |
| 2002년 11월 26일 | 송영진                                                                  | 무소속 → 새천년민주당         | 충남 당진군               | 민주당 복당                                                                                             | ±12         | 한나라당 150석 새천년민주당 103석 자유민주연합 10석 민주국민당 1석 개혁국민정당 1석 국민통합21 1석 하나로국민연합 1석 무소속 4석 |
| 2002년 11월 26일 | 장성원                                                                  | 무소속 → 새천년민주당         | 전북 김제시               | 민주당 복당                                                                                             | ±12         | 한나라당 150석 새천년민주당 103석 자유민주연합 10석 민주국민당 1석 개혁국민정당 1석 국민통합21 1석 하나로국민연합 1석 무소속 4석 |
| 2002년 11월 26일 | 김원길                                                                  | 무소속 → 한나라당             | 서울 강북구 갑            | 한나라당 입당                                                                                           | ±2          | 한나라당 150석 새천년민주당 103석 자유민주연합 10석 민주국민당 1석 개혁국민정당 1석 국민통합21 1석 하나로국민연합 1석 무소속 4석 |
| 2002년 11월 26일 | 박상규                                                                  | 무소속 → 한나라당             | 인천 부평구 갑            | 한나라당 입당                                                                                           | ±2          | 한나라당 150석 새천년민주당 103석 자유민주연합 10석 민주국민당 1석 개혁국민정당 1석 국민통합21 1석 하나로국민연합 1석 무소속 4석 |
| 2002년 11월 26일 | 곽치영                                                                  | 새천년민주당                  | 경기 고양시 덕양구 갑     | 당선무효                                                                                                | -1          | 한나라당 150석 새천년민주당 103석 자유민주연합 10석 민주국민당 1석 개혁국민정당 1석 국민통합21 1석 하나로국민연합 1석 무소속 4석 |
| 2002년 11월 26일 | 이회창 → 유한열                                                         | 한나라당                      | 전국구                    | 이회창 16대 대선 출마로 의원직 사퇴 유한열 승계                                                         |             | 한나라당 150석 새천년민주당 103석 자유민주연합 10석 민주국민당 1석 개혁국민정당 1석 국민통합21 1석 하나로국민연합 1석 무소속 4석 |
| 2002년 12월 1일  | 이인제                                                                  | 새천년민주당 → 무소속         | 충남 논산시·금산군        | 민주당 탈당                                                                                             | ±1          | 한나라당 150석 새천년민주당 102석 자유민주연합 10석 민주국민당 1석 개혁국민정당 1석 국민통합21 1석 하나로국민연합 1석 무소속 5석 |
| 2002년 12월 3일  | 안동선                                                                  | 무소속 → 자유민주연합         | 경기 부천시 원미구 갑     | 자민련 입당                                                                                             | ±2          | 한나라당 150석 새천년민주당 102석 자유민주연합 12석 민주국민당 1석 개혁국민정당 1석 국민통합21 1석 하나로국민연합 1석 무소속 3석 |
| 2002년 12월 3일  | 이인제                                                                  | 무소속 → 자유민주연합         | 충남 논산시·금산군        | 자민련 입당                                                                                             | ±2          | 한나라당 150석 새천년민주당 102석 자유민주연합 12석 민주국민당 1석 개혁국민정당 1석 국민통합21 1석 하나로국민연합 1석 무소속 3석 |
| 2002년 12월 19일 | 정갑윤                                                                  | 한나라당                      | 울산 중구                 | 재보궐선거 당선                                                                                         | +1          | 한나라당 151석 새천년민주당 102석 자유민주연합 12석 민주국민당 1석 개혁국민정당 1석 국민통합21 1석 하나로국민연합 1석 무소속 3석 |
| 2002년 12월 27일 | 이희규                                                                  | 무소속 → 새천년민주당         | 경기 이천시               | 민주당 복당                                                                                             | ±1          | 한나라당 151석 새천년민주당 103석 자유민주연합 12석 민주국민당 1석 하나로국민연합 1석 개혁국민정당 1석 국민통합21 1석 무소속 2석 |
| 2003년 2월 6일   | 황승민 → 장광근                                                         | 한나라당                      | 전국구                    | 황승민 사망 장광근 승계                                                                                 |             | 한나라당 151석 새천년민주당 103석 자유민주연합 12석 민주국민당 1석 하나로국민연합 1석 개혁국민정당 1석 국민통합21 1석 무소속 2석 |
| 2003년 3월 4일   | 김영진 → 오영식                                                         | 새천년민주당                  | 전국구                    | 김영진 농림부 장관 임명으로 사퇴 오영식 승계                                                            |             | 한나라당 151석 새천년민주당 103석 자유민주연합 12석 민주국민당 1석 하나로국민연합 1석 개혁국민정당 1석 국민통합21 1석 무소속 2석 |
| 2003년 3월 4일   | 김화중 → 구종태                                                         | 새천년민주당                  | 전국구                    | 김화중 보건복지부 장관 임명으로 사퇴 구종태 승계                                                        |             | 한나라당 151석 새천년민주당 103석 자유민주연합 12석 민주국민당 1석 하나로국민연합 1석 개혁국민정당 1석 국민통합21 1석 무소속 2석 |
| 2003년 3월 7일   | 문희상                                                                  | 새천년민주당                  | 경기 의정부시             | 청와대 대통령 비서실장 임명으로 의원직 사퇴                                                             | -1          | 한나라당 151석 새천년민주당 102석 자유민주연합 12석 민주국민당 1석 하나로국민연합 1석 개혁국민정당 1석 국민통합21 1석 무소속 2석 |
| 2003년 3월 28일  | 김영배                                                                  | 새천년민주당                  | 서울 양천구 을            | 대법원에서 공직선거법 위반으로 당선무효형 확정                                                          | -1          | 한나라당 151석 새천년민주당 101석 자유민주연합 12석 민주국민당 1석 하나로국민연합 1석 개혁국민정당 1석 국민통합21 1석 무소속 2석 |
| 2003년 4월 8일   | 원철희                                                                  | 자유민주연합                  | 충남 아산시               | 대법원에서 공직선거법 위반으로 당선무효형 확정                                                          | -1          | 한나라당 151석 새천년민주당 101석 자유민주연합 11석 민주국민당 1석 하나로국민연합 1석 개혁국민정당 1석 국민통합21 1석 무소속 2석 |
| 2003년 4월 24일  | 오경훈                                                                  | 한나라당                      | 서울 양천구 을            | 재보궐선거 당선                                                                                         | +2          | 한나라당 153석 새천년민주당 101석 자유민주연합 11석 개혁국민정당 2석 민주국민당 1석 국민통합21 1석 하나로국민연합 1석 무소속 2석 |
| 2003년 4월 24일  | 홍문종                                                                  | 한나라당                      | 경기 의정부시             | 재보궐선거 당선                                                                                         | +2          | 한나라당 153석 새천년민주당 101석 자유민주연합 11석 개혁국민정당 2석 민주국민당 1석 국민통합21 1석 하나로국민연합 1석 무소속 2석 |
| 2003년 4월 24일  | 유시민                                                                  | 개혁국민정당                  | 경기 고양시 덕양구 갑     | +1 |             | 한나라당 153석 새천년민주당 101석 자유민주연합 11석 개혁국민정당 2석 민주국민당 1석 국민통합21 1석 하나로국민연합 1석 무소속 2석 |
| 2003년 6월 10일  | 송광호                                                                  | 자유민주연합 → 무소속         | 충북 제천시·단양군        | 자민련 탈당                                                                                             | ±1          | 한나라당 153석 새천년민주당 101석 자유민주연합 10석 개혁국민정당 2석 민주국민당 1석 국민통합21 1석 하나로국민연합 1석 무소속 3석 |
| 2003년 7월 7일   | 김영춘                                                                  | 한나라당                      | 서울 광진구 갑            | 한나라당 탈당                                                                                           | ±5          | 한나라당 149석 새천년민주당 101석 자유민주연합 10석 개혁국민정당 2석 민주국민당 1석 국민통합21 1석 하나로국민연합 1석 무소속 7석 |
| 2003년 7월 7일   | 이우재                                                                  | 한나라당                      | 서울 금천구               | 한나라당 탈당                                                                                           | ±5          | 한나라당 149석 새천년민주당 101석 자유민주연합 10석 개혁국민정당 2석 민주국민당 1석 국민통합21 1석 하나로국민연합 1석 무소속 7석 |
| 2003년 7월 7일   | 이부영                                                                  | 한나라당                      | 서울 강동구 갑            | 한나라당 탈당                                                                                           | ±5          | 한나라당 149석 새천년민주당 101석 자유민주연합 10석 개혁국민정당 2석 민주국민당 1석 국민통합21 1석 하나로국민연합 1석 무소속 7석 |
| 2003년 7월 7일   | 안영근                                                                  | 한나라당                      | 인천 남구 을              | 한나라당 탈당                                                                                           | ±5          | 한나라당 149석 새천년민주당 101석 자유민주연합 10석 개혁국민정당 2석 민주국민당 1석 국민통합21 1석 하나로국민연합 1석 무소속 7석 |
| 2003년 7월 7일   | 김영춘                                                                  | 한나라당                      | 경기 군포시               | 한나라당 탈당                                                                                           | ±5          | 한나라당 149석 새천년민주당 101석 자유민주연합 10석 개혁국민정당 2석 민주국민당 1석 국민통합21 1석 하나로국민연합 1석 무소속 7석 |
| 2003년 7월 7일   | 송광호                                                                  | 무소속 → 한나라당             | 충북 제천시·단양군        | 한나라당 입당                                                                                           | ±1          | 한나라당 149석 새천년민주당 101석 자유민주연합 10석 개혁국민정당 2석 민주국민당 1석 국민통합21 1석 하나로국민연합 1석 무소속 7석 |
| 2003년 9월 20일  | 설송웅                                                                  | 새천년민주당 → 무소속         | 서울 용산구               | 민주당 탈당                                                                                             | ±37         | 한나라당 149석 새천년민주당 64석 자유민주연합 10석 개혁국민정당 2석 민주국민당 1석 국민통합21 1석 하나로국민연합 1석 무소속 44석 |
| 2003년 9월 20일  | 임종석                                                                  | 새천년민주당 → 무소속         | 서울 성동구               | 민주당 탈당                                                                                             | ±37         | 한나라당 149석 새천년민주당 64석 자유민주연합 10석 개혁국민정당 2석 민주국민당 1석 국민통합21 1석 하나로국민연합 1석 무소속 44석 |
| 2003년 9월 20일  | 김희선                                                                  | 새천년민주당 → 무소속         | 서울 동대문구 갑          | 민주당 탈당                                                                                             | ±37         | 한나라당 149석 새천년민주당 64석 자유민주연합 10석 개혁국민정당 2석 민주국민당 1석 국민통합21 1석 하나로국민연합 1석 무소속 44석 |
| 2003년 9월 20일  | 이상수                                                                  | 새천년민주당 → 무소속         | 서울 중랑구 갑            | 민주당 탈당                                                                                             | ±37         | 한나라당 149석 새천년민주당 64석 자유민주연합 10석 개혁국민정당 2석 민주국민당 1석 국민통합21 1석 하나로국민연합 1석 무소속 44석 |
| 2003년 9월 20일  | 유재건                                                                  | 새천년민주당 → 무소속         | 서울 성북구 갑            | 민주당 탈당                                                                                             | ±37         | 한나라당 149석 새천년민주당 64석 자유민주연합 10석 개혁국민정당 2석 민주국민당 1석 국민통합21 1석 하나로국민연합 1석 무소속 44석 |
| 2003년 9월 20일  | 신계륜                                                                  | 새천년민주당 → 무소속         | 서울 성북구 을            | 민주당 탈당                                                                                             | ±37         | 한나라당 149석 새천년민주당 64석 자유민주연합 10석 개혁국민정당 2석 민주국민당 1석 국민통합21 1석 하나로국민연합 1석 무소속 44석 |
| 2003년 9월 20일  | 김근태                                                                  | 새천년민주당 → 무소속         | 서울 도봉구 갑            | 민주당 탈당                                                                                             | ±37         | 한나라당 149석 새천년민주당 64석 자유민주연합 10석 개혁국민정당 2석 민주국민당 1석 국민통합21 1석 하나로국민연합 1석 무소속 44석 |
| 2003년 9월 20일  | 임채정                                                                  | 새천년민주당 → 무소속         | 서울 노원구 을            | 민주당 탈당                                                                                             | ±37         | 한나라당 149석 새천년민주당 64석 자유민주연합 10석 개혁국민정당 2석 민주국민당 1석 국민통합21 1석 하나로국민연합 1석 무소속 44석 |
| 2003년 9월 20일  | 신기남                                                                  | 새천년민주당 → 무소속         | 서울 강서구 갑            | 민주당 탈당                                                                                             | ±37         | 한나라당 149석 새천년민주당 64석 자유민주연합 10석 개혁국민정당 2석 민주국민당 1석 국민통합21 1석 하나로국민연합 1석 무소속 44석 |
| 2003년 9월 20일  | 김성호                                                                  | 새천년민주당 → 무소속         | 서울 강서구 을            | 민주당 탈당                                                                                             | ±37         | 한나라당 149석 새천년민주당 64석 자유민주연합 10석 개혁국민정당 2석 민주국민당 1석 국민통합21 1석 하나로국민연합 1석 무소속 44석 |
| 2003년 9월 20일  | 김명섭                                                                  | 새천년민주당 → 무소속         | 서울 영등포구 갑          | 민주당 탈당                                                                                             | ±37         | 한나라당 149석 새천년민주당 64석 자유민주연합 10석 개혁국민정당 2석 민주국민당 1석 국민통합21 1석 하나로국민연합 1석 무소속 44석 |
| 2003년 9월 20일  | 이해찬                                                                  | 새천년민주당 → 무소속         | 서울 관악구 을            | 민주당 탈당                                                                                             | ±37         | 한나라당 149석 새천년민주당 64석 자유민주연합 10석 개혁국민정당 2석 민주국민당 1석 국민통합21 1석 하나로국민연합 1석 무소속 44석 |
| 2003년 9월 20일  | 이호웅                                                                  | 새천년민주당 → 무소속         | 인천 남동구 을            | 민주당 탈당                                                                                             | ±37         | 한나라당 149석 새천년민주당 64석 자유민주연합 10석 개혁국민정당 2석 민주국민당 1석 국민통합21 1석 하나로국민연합 1석 무소속 44석 |
| 2003년 9월 20일  | 송영길                                                                  | 새천년민주당 → 무소속         | 인천 계양구               | 민주당 탈당                                                                                             | ±37         | 한나라당 149석 새천년민주당 64석 자유민주연합 10석 개혁국민정당 2석 민주국민당 1석 국민통합21 1석 하나로국민연합 1석 무소속 44석 |
| 2003년 9월 20일  | 정동채                                                                  | 새천년민주당 → 무소속         | 광주 서구                 | 민주당 탈당                                                                                             | ±37         | 한나라당 149석 새천년민주당 64석 자유민주연합 10석 개혁국민정당 2석 민주국민당 1석 국민통합21 1석 하나로국민연합 1석 무소속 44석 |
| 2003년 9월 20일  | 김태홍                                                                  | 새천년민주당 → 무소속         | 광주 북구 을              | 민주당 탈당                                                                                             | ±37         | 한나라당 149석 새천년민주당 64석 자유민주연합 10석 개혁국민정당 2석 민주국민당 1석 국민통합21 1석 하나로국민연합 1석 무소속 44석 |
| 2003년 9월 20일  | 박병석                                                                  | 새천년민주당 → 무소속         | 대전 서구 갑              | 민주당 탈당                                                                                             | ±37         | 한나라당 149석 새천년민주당 64석 자유민주연합 10석 개혁국민정당 2석 민주국민당 1석 국민통합21 1석 하나로국민연합 1석 무소속 44석 |
| 2003년 9월 20일  | 송석찬                                                                  | 새천년민주당 → 무소속         | 대전 유성구               | 민주당 탈당                                                                                             | ±37         | 한나라당 149석 새천년민주당 64석 자유민주연합 10석 개혁국민정당 2석 민주국민당 1석 국민통합21 1석 하나로국민연합 1석 무소속 44석 |
| 2003년 9월 20일  | 이종걸                                                                  | 새천년민주당 → 무소속         | 경기 안양시 만안구 을     | 민주당 탈당                                                                                             | ±37         | 한나라당 149석 새천년민주당 64석 자유민주연합 10석 개혁국민정당 2석 민주국민당 1석 국민통합21 1석 하나로국민연합 1석 무소속 44석 |
| 2003년 9월 20일  | 배기선                                                                  | 새천년민주당 → 무소속         | 경기 부천시 원미구 을     | 민주당 탈당                                                                                             | ±37         | 한나라당 149석 새천년민주당 64석 자유민주연합 10석 개혁국민정당 2석 민주국민당 1석 국민통합21 1석 하나로국민연합 1석 무소속 44석 |
| 2003년 9월 20일  | 정장선                                                                  | 새천년민주당 → 무소속         | 경기 평택시 을            | 민주당 탈당                                                                                             | ±37         | 한나라당 149석 새천년민주당 64석 자유민주연합 10석 개혁국민정당 2석 민주국민당 1석 국민통합21 1석 하나로국민연합 1석 무소속 44석 |
| 2003년 9월 20일  | 천정배                                                                  | 새천년민주당 → 무소속         | 경기 안산시 을            | 민주당 탈당                                                                                             | ±37         | 한나라당 149석 새천년민주당 64석 자유민주연합 10석 개혁국민정당 2석 민주국민당 1석 국민통합21 1석 하나로국민연합 1석 무소속 44석 |
| 2003년 9월 20일  | 김덕배                                                                  | 새천년민주당 → 무소속         | 경기 고양시 일산구 을     | 민주당 탈당                                                                                             | ±37         | 한나라당 149석 새천년민주당 64석 자유민주연합 10석 개혁국민정당 2석 민주국민당 1석 국민통합21 1석 하나로국민연합 1석 무소속 44석 |
| 2003년 9월 20일  | 남궁석                                                                  | 새천년민주당 → 무소속         | 경기 용인시 갑            | 민주당 탈당                                                                                             | ±37         | 한나라당 149석 새천년민주당 64석 자유민주연합 10석 개혁국민정당 2석 민주국민당 1석 국민통합21 1석 하나로국민연합 1석 무소속 44석 |
| 2003년 9월 20일  | 이창복                                                                  | 새천년민주당 → 무소속         | 강원 원주시               | 민주당 탈당                                                                                             | ±37         | 한나라당 149석 새천년민주당 64석 자유민주연합 10석 개혁국민정당 2석 민주국민당 1석 국민통합21 1석 하나로국민연합 1석 무소속 44석 |
| 2003년 9월 20일  | 김택기                                                                  | 새천년민주당 → 무소속         | 강원 태백시·정선군        | 민주당 탈당                                                                                             | ±37         | 한나라당 149석 새천년민주당 64석 자유민주연합 10석 개혁국민정당 2석 민주국민당 1석 국민통합21 1석 하나로국민연합 1석 무소속 44석 |
| 2003년 9월 20일  | 홍재형                                                                  | 새천년민주당 → 무소속         | 충북 청주시 상당구        | 민주당 탈당                                                                                             | ±37         | 한나라당 149석 새천년민주당 64석 자유민주연합 10석 개혁국민정당 2석 민주국민당 1석 국민통합21 1석 하나로국민연합 1석 무소속 44석 |
| 2003년 9월 20일  | 이원성                                                                  | 새천년민주당 → 무소속         | 충북 충주시               | 민주당 탈당                                                                                             | ±37         | 한나라당 149석 새천년민주당 64석 자유민주연합 10석 개혁국민정당 2석 민주국민당 1석 국민통합21 1석 하나로국민연합 1석 무소속 44석 |
| 2003년 9월 20일  | 문석호                                                                  | 새천년민주당 → 무소속         | 충남 서산시·태안군        | 민주당 탈당                                                                                             | ±37         | 한나라당 149석 새천년민주당 64석 자유민주연합 10석 개혁국민정당 2석 민주국민당 1석 국민통합21 1석 하나로국민연합 1석 무소속 44석 |
| 2003년 9월 20일  | 송영진                                                                  | 새천년민주당 → 무소속         | 충남 당진군               | 민주당 탈당                                                                                             | ±37         | 한나라당 149석 새천년민주당 64석 자유민주연합 10석 개혁국민정당 2석 민주국민당 1석 국민통합21 1석 하나로국민연합 1석 무소속 44석 |
| 2003년 9월 20일  | 장영달                                                                  | 새천년민주당 → 무소속         | 전북 전주시 완산구        | 민주당 탈당                                                                                             | ±37         | 한나라당 149석 새천년민주당 64석 자유민주연합 10석 개혁국민정당 2석 민주국민당 1석 국민통합21 1석 하나로국민연합 1석 무소속 44석 |
| 2003년 9월 20일  | 정동영                                                                  | 새천년민주당 → 무소속         | 전북 전주시 덕진구        | 민주당 탈당                                                                                             | ±37         | 한나라당 149석 새천년민주당 64석 자유민주연합 10석 개혁국민정당 2석 민주국민당 1석 국민통합21 1석 하나로국민연합 1석 무소속 44석 |
| 2003년 9월 20일  | 강봉균                                                                  | 새천년민주당 → 무소속         | 전북 군산시               | 민주당 탈당                                                                                             | ±37         | 한나라당 149석 새천년민주당 64석 자유민주연합 10석 개혁국민정당 2석 민주국민당 1석 국민통합21 1석 하나로국민연합 1석 무소속 44석 |
| 2003년 9월 20일  | 김원기                                                                  | 새천년민주당 → 무소속         | 전북 정읍시               | 민주당 탈당                                                                                             | ±37         | 한나라당 149석 새천년민주당 64석 자유민주연합 10석 개혁국민정당 2석 민주국민당 1석 국민통합21 1석 하나로국민연합 1석 무소속 44석 |
| 2003년 9월 20일  | 이강래                                                                  | 새천년민주당 → 무소속         | 전북 남원시·순창군        | 민주당 탈당                                                                                             | ±37         | 한나라당 149석 새천년민주당 64석 자유민주연합 10석 개혁국민정당 2석 민주국민당 1석 국민통합21 1석 하나로국민연합 1석 무소속 44석 |
| 2003년 9월 20일  | 정세균                                                                  | 새천년민주당 → 무소속         | 전북 진안군·무주군·장수군 | 민주당 탈당                                                                                             | ±37         | 한나라당 149석 새천년민주당 64석 자유민주연합 10석 개혁국민정당 2석 민주국민당 1석 국민통합21 1석 하나로국민연합 1석 무소속 44석 |
| 2003년 9월 20일  | 천용택                                                                  | 새천년민주당 → 무소속         | 전북 강진군·완도군        | 민주당 탈당                                                                                             | ±37         | 한나라당 149석 새천년민주당 64석 자유민주연합 10석 개혁국민정당 2석 민주국민당 1석 국민통합21 1석 하나로국민연합 1석 무소속 44석 |
| 2003년 9월 23일  | 김덕규                                                                  | 새천년민주당 → 무소속         | 서울 중랑구 을            | 민주당 탈당                                                                                             | ±1          | 한나라당 149석 새천년민주당 63석 자유민주연합 10석 개혁국민정당 2석 민주국민당 1석 국민통합21 1석 하나로국민연합 1석 무소속 45석 |
| 2003년 10월 14일 | 정대철                                                                  | 새천년민주당 → 무소속         | 서울 중구                 | 민주당 탈당                                                                                             | ±1          | 한나라당 149석 새천년민주당 62석 자유민주연합 10석 개혁국민정당 2석 민주국민당 1석 국민통합21 1석 하나로국민연합 1석 무소속 46석 |
| 2003년 10월 21일 | 이미경 이재정 허운나 박양수 오영식 → 안상현 황창주 박종완 한충수 양승부 | 새천년민주당                  | 전국구                    | 이미경, 이재정, 허운나, 박양수, 오영식 탈당으로 의원직 상실 안상현, 황창주, 박종완, 한충수, 양승부 승계 |             | 한나라당 149석 새천년민주당 62석 자유민주연합 10석 개혁국민정당 2석 민주국민당 1석 국민통합21 1석 하나로국민연합 1석 무소속 46석 |
| 2003년 11월 1일  | 최용규                                                                  | 새천년민주당 → 무소속         | 인천 부평구 을            | 민주당 탈당                                                                                             | ±1          | 한나라당 149석 새천년민주당 61석 자유민주연합 10석 개혁국민정당 2석 민주국민당 1석 국민통합21 1석 하나로국민연합 1석 무소속 47석 |
| 2003년 11월 3일  | 김원웅                                                                  | 개혁국민정당 → 무소속         | 대전 대덕구               | 개혁국민정당 탈당                                                                                       | ±2          | 한나라당 149석 새천년민주당 61석 자유민주연합 10석 민주국민당 1석 국민통합21 1석 하나로국민연합 1석 무소속 49석                  |
| 2003년 11월 3일  | 유시민                                                                  | 개혁국민정당 → 무소속         | 경기 고양시 덕양구 갑     | 개혁국민정당 탈당                                                                                       |             | 한나라당 149석 새천년민주당 61석 자유민주연합 10석 민주국민당 1석 국민통합21 1석 하나로국민연합 1석 무소속 49석                  |
| 2003년 11월 11일 | 정대철                                                                  | 무소속 → 열린우리당           | 서울 중구                 | 열린우리당 창당 열린우리당 원내교섭단체 지위 획득 원내 교섭단체 3당 체제 전환                           | ±47         | 한나라당 149석 새천년민주당 60석 열린우리당 47석 자유민주연합 10석 민주국민당 1석 국민통합21 1석 하나로국민연합 1석 무소속 3석   |
| 2003년 11월 11일 | 설송웅                                                                  | 무소속 → 열린우리당           | 서울 용산구               | 열린우리당 창당 열린우리당 원내교섭단체 지위 획득 원내 교섭단체 3당 체제 전환                           | ±47         | 한나라당 149석 새천년민주당 60석 열린우리당 47석 자유민주연합 10석 민주국민당 1석 국민통합21 1석 하나로국민연합 1석 무소속 3석   |
| 2003년 11월 11일 | 임종석                                                                  | 무소속 → 열린우리당           | 서울 성동구               | 열린우리당 창당 열린우리당 원내교섭단체 지위 획득 원내 교섭단체 3당 체제 전환                           | ±47         | 한나라당 149석 새천년민주당 60석 열린우리당 47석 자유민주연합 10석 민주국민당 1석 국민통합21 1석 하나로국민연합 1석 무소속 3석   |
| 2003년 11월 11일 | 김영춘                                                                  | 무소속 → 열린우리당           | 서울 광진구 갑            | 열린우리당 창당 열린우리당 원내교섭단체 지위 획득 원내 교섭단체 3당 체제 전환                           | ±47         | 한나라당 149석 새천년민주당 60석 열린우리당 47석 자유민주연합 10석 민주국민당 1석 국민통합21 1석 하나로국민연합 1석 무소속 3석   |
| 2003년 11월 11일 | 김희선                                                                  | 무소속 → 열린우리당           | 서울 동대문구 갑          | 열린우리당 창당 열린우리당 원내교섭단체 지위 획득 원내 교섭단체 3당 체제 전환                           | ±47         | 한나라당 149석 새천년민주당 60석 열린우리당 47석 자유민주연합 10석 민주국민당 1석 국민통합21 1석 하나로국민연합 1석 무소속 3석   |
| 2003년 11월 11일 | 이상수                                                                  | 무소속 → 열린우리당           | 서울 중랑구 갑            | 열린우리당 창당 열린우리당 원내교섭단체 지위 획득 원내 교섭단체 3당 체제 전환                           | ±47         | 한나라당 149석 새천년민주당 60석 열린우리당 47석 자유민주연합 10석 민주국민당 1석 국민통합21 1석 하나로국민연합 1석 무소속 3석   |
| 2003년 11월 11일 | 김덕규                                                                  | 무소속 → 열린우리당           | 서울 중랑구 을            | 열린우리당 창당 열린우리당 원내교섭단체 지위 획득 원내 교섭단체 3당 체제 전환                           | ±47         | 한나라당 149석 새천년민주당 60석 열린우리당 47석 자유민주연합 10석 민주국민당 1석 국민통합21 1석 하나로국민연합 1석 무소속 3석   |
| 2003년 11월 11일 | 유재건                                                                  | 무소속 → 열린우리당           | 서울 성북구 갑            | 열린우리당 창당 열린우리당 원내교섭단체 지위 획득 원내 교섭단체 3당 체제 전환                           | ±47         | 한나라당 149석 새천년민주당 60석 열린우리당 47석 자유민주연합 10석 민주국민당 1석 국민통합21 1석 하나로국민연합 1석 무소속 3석   |
| 2003년 11월 11일 | 신계륜                                                                  | 무소속 → 열린우리당           | 서울 성북구 을            | 열린우리당 창당 열린우리당 원내교섭단체 지위 획득 원내 교섭단체 3당 체제 전환                           | ±47         | 한나라당 149석 새천년민주당 60석 열린우리당 47석 자유민주연합 10석 민주국민당 1석 국민통합21 1석 하나로국민연합 1석 무소속 3석   |
| 2003년 11월 11일 | 김근태                                                                  | 무소속 → 열린우리당           | 서울 도봉구 갑            | 열린우리당 창당 열린우리당 원내교섭단체 지위 획득 원내 교섭단체 3당 체제 전환                           | ±47         | 한나라당 149석 새천년민주당 60석 열린우리당 47석 자유민주연합 10석 민주국민당 1석 국민통합21 1석 하나로국민연합 1석 무소속 3석   |
| 2003년 11월 11일 | 임채정                                                                  | 무소속 → 열린우리당           | 서울 노원구 을            | 열린우리당 창당 열린우리당 원내교섭단체 지위 획득 원내 교섭단체 3당 체제 전환                           | ±47         | 한나라당 149석 새천년민주당 60석 열린우리당 47석 자유민주연합 10석 민주국민당 1석 국민통합21 1석 하나로국민연합 1석 무소속 3석   |
| 2003년 11월 11일 | 신기남                                                                  | 무소속 → 열린우리당           | 서울 강서구 갑            | 열린우리당 창당 열린우리당 원내교섭단체 지위 획득 원내 교섭단체 3당 체제 전환                           | ±47         | 한나라당 149석 새천년민주당 60석 열린우리당 47석 자유민주연합 10석 민주국민당 1석 국민통합21 1석 하나로국민연합 1석 무소속 3석   |
| 2003년 11월 11일 | 김성호                                                                  | 무소속 → 열린우리당           | 서울 강서구 을            | 열린우리당 창당 열린우리당 원내교섭단체 지위 획득 원내 교섭단체 3당 체제 전환                           | ±47         | 한나라당 149석 새천년민주당 60석 열린우리당 47석 자유민주연합 10석 민주국민당 1석 국민통합21 1석 하나로국민연합 1석 무소속 3석   |
| 2003년 11월 11일 | 이우재                                                                  | 무소속 → 열린우리당           | 서울 금천구               | 열린우리당 창당 열린우리당 원내교섭단체 지위 획득 원내 교섭단체 3당 체제 전환                           | ±47         | 한나라당 149석 새천년민주당 60석 열린우리당 47석 자유민주연합 10석 민주국민당 1석 국민통합21 1석 하나로국민연합 1석 무소속 3석   |
| 2003년 11월 11일 | 김명섭                                                                  | 무소속 → 열린우리당           | 서울 영등포구 갑          | 열린우리당 창당 열린우리당 원내교섭단체 지위 획득 원내 교섭단체 3당 체제 전환                           | ±47         | 한나라당 149석 새천년민주당 60석 열린우리당 47석 자유민주연합 10석 민주국민당 1석 국민통합21 1석 하나로국민연합 1석 무소속 3석   |
| 2003년 11월 11일 | 이해찬                                                                  | 무소속 → 열린우리당           | 서울 관악구 을            | 열린우리당 창당 열린우리당 원내교섭단체 지위 획득 원내 교섭단체 3당 체제 전환                           | ±47         | 한나라당 149석 새천년민주당 60석 열린우리당 47석 자유민주연합 10석 민주국민당 1석 국민통합21 1석 하나로국민연합 1석 무소속 3석   |
| 2003년 11월 11일 | 이부영                                                                  | 무소속 → 열린우리당           | 서울 강동구 갑            | 열린우리당 창당 열린우리당 원내교섭단체 지위 획득 원내 교섭단체 3당 체제 전환                           | ±47         | 한나라당 149석 새천년민주당 60석 열린우리당 47석 자유민주연합 10석 민주국민당 1석 국민통합21 1석 하나로국민연합 1석 무소속 3석   |
| 2003년 11월 11일 | 안영근                                                                  | 무소속 → 열린우리당           | 인천 남구 을              | 열린우리당 창당 열린우리당 원내교섭단체 지위 획득 원내 교섭단체 3당 체제 전환                           | ±47         | 한나라당 149석 새천년민주당 60석 열린우리당 47석 자유민주연합 10석 민주국민당 1석 국민통합21 1석 하나로국민연합 1석 무소속 3석   |
| 2003년 11월 11일 | 이호웅                                                                  | 무소속 → 열린우리당           | 인천 남동구 을            | 열린우리당 창당 열린우리당 원내교섭단체 지위 획득 원내 교섭단체 3당 체제 전환                           | ±47         | 한나라당 149석 새천년민주당 60석 열린우리당 47석 자유민주연합 10석 민주국민당 1석 국민통합21 1석 하나로국민연합 1석 무소속 3석   |
| 2003년 11월 11일 | 최용규                                                                  | 무소속 → 열린우리당           | 인천 부평구 을            | 열린우리당 창당 열린우리당 원내교섭단체 지위 획득 원내 교섭단체 3당 체제 전환                           | ±47         | 한나라당 149석 새천년민주당 60석 열린우리당 47석 자유민주연합 10석 민주국민당 1석 국민통합21 1석 하나로국민연합 1석 무소속 3석   |
| 2003년 11월 11일 | 송영길                                                                  | 무소속 → 열린우리당           | 인천 계양구               | 열린우리당 창당 열린우리당 원내교섭단체 지위 획득 원내 교섭단체 3당 체제 전환                           | ±47         | 한나라당 149석 새천년민주당 60석 열린우리당 47석 자유민주연합 10석 민주국민당 1석 국민통합21 1석 하나로국민연합 1석 무소속 3석   |
| 2003년 11월 11일 | 정동채                                                                  | 무소속 → 열린우리당           | 광주 서구                 | 열린우리당 창당 열린우리당 원내교섭단체 지위 획득 원내 교섭단체 3당 체제 전환                           | ±47         | 한나라당 149석 새천년민주당 60석 열린우리당 47석 자유민주연합 10석 민주국민당 1석 국민통합21 1석 하나로국민연합 1석 무소속 3석   |
| 2003년 11월 11일 | 김태홍                                                                  | 무소속 → 열린우리당           | 광주 북구 을              | 열린우리당 창당 열린우리당 원내교섭단체 지위 획득 원내 교섭단체 3당 체제 전환                           | ±47         | 한나라당 149석 새천년민주당 60석 열린우리당 47석 자유민주연합 10석 민주국민당 1석 국민통합21 1석 하나로국민연합 1석 무소속 3석   |
| 2003년 11월 11일 | 박병석                                                                  | 무소속 → 열린우리당           | 대전 서구 갑              | 열린우리당 창당 열린우리당 원내교섭단체 지위 획득 원내 교섭단체 3당 체제 전환                           | ±47         | 한나라당 149석 새천년민주당 60석 열린우리당 47석 자유민주연합 10석 민주국민당 1석 국민통합21 1석 하나로국민연합 1석 무소속 3석   |
| 2003년 11월 11일 | 송석찬                                                                  | 무소속 → 열린우리당           | 대전 유성구               | 열린우리당 창당 열린우리당 원내교섭단체 지위 획득 원내 교섭단체 3당 체제 전환                           | ±47         | 한나라당 149석 새천년민주당 60석 열린우리당 47석 자유민주연합 10석 민주국민당 1석 국민통합21 1석 하나로국민연합 1석 무소속 3석   |
| 2003년 11월 11일 | 김원웅                                                                  | 무소속 → 열린우리당           | 대전 대덕구               | 열린우리당 창당 열린우리당 원내교섭단체 지위 획득 원내 교섭단체 3당 체제 전환                           | ±47         | 한나라당 149석 새천년민주당 60석 열린우리당 47석 자유민주연합 10석 민주국민당 1석 국민통합21 1석 하나로국민연합 1석 무소속 3석   |
| 2003년 11월 11일 | 이종걸                                                                  | 무소속 → 열린우리당           | 경기 안양시 만안구 을     | 열린우리당 창당 열린우리당 원내교섭단체 지위 획득 원내 교섭단체 3당 체제 전환                           | ±47         | 한나라당 149석 새천년민주당 60석 열린우리당 47석 자유민주연합 10석 민주국민당 1석 국민통합21 1석 하나로국민연합 1석 무소속 3석   |
| 2003년 11월 11일 | 배기선                                                                  | 무소속 → 열린우리당           | 경기 부천시 원미구 을     | 열린우리당 창당 열린우리당 원내교섭단체 지위 획득 원내 교섭단체 3당 체제 전환                           | ±47         | 한나라당 149석 새천년민주당 60석 열린우리당 47석 자유민주연합 10석 민주국민당 1석 국민통합21 1석 하나로국민연합 1석 무소속 3석   |
| 2003년 11월 11일 | 정장선                                                                  | 무소속 → 열린우리당           | 경기 평택시 을            | 열린우리당 창당 열린우리당 원내교섭단체 지위 획득 원내 교섭단체 3당 체제 전환                           | ±47         | 한나라당 149석 새천년민주당 60석 열린우리당 47석 자유민주연합 10석 민주국민당 1석 국민통합21 1석 하나로국민연합 1석 무소속 3석   |
| 2003년 11월 11일 | 천정배                                                                  | 무소속 → 열린우리당           | 경기 안산시 을            | 열린우리당 창당 열린우리당 원내교섭단체 지위 획득 원내 교섭단체 3당 체제 전환                           | ±47         | 한나라당 149석 새천년민주당 60석 열린우리당 47석 자유민주연합 10석 민주국민당 1석 국민통합21 1석 하나로국민연합 1석 무소속 3석   |
| 2003년 11월 11일 | 유시민                                                                  | 무소속 → 열린우리당           | 경기 고양시 덕양구 갑     | 열린우리당 창당 열린우리당 원내교섭단체 지위 획득 원내 교섭단체 3당 체제 전환                           | ±47         | 한나라당 149석 새천년민주당 60석 열린우리당 47석 자유민주연합 10석 민주국민당 1석 국민통합21 1석 하나로국민연합 1석 무소속 3석   |
| 2003년 11월 11일 | 김덕배                                                                  | 무소속 → 열린우리당           | 경기 고양시 일산구 을     | 열린우리당 창당 열린우리당 원내교섭단체 지위 획득 원내 교섭단체 3당 체제 전환                           | ±47         | 한나라당 149석 새천년민주당 60석 열린우리당 47석 자유민주연합 10석 민주국민당 1석 국민통합21 1석 하나로국민연합 1석 무소속 3석   |
| 2003년 11월 11일 | 김부겸                                                                  | 무소속 → 열린우리당           | 경기 군포시               | 열린우리당 창당 열린우리당 원내교섭단체 지위 획득 원내 교섭단체 3당 체제 전환                           | ±47         | 한나라당 149석 새천년민주당 60석 열린우리당 47석 자유민주연합 10석 민주국민당 1석 국민통합21 1석 하나로국민연합 1석 무소속 3석   |
| 2003년 11월 11일 | 남궁석                                                                  | 무소속 → 열린우리당           | 경기 용인시 갑            | 열린우리당 창당 열린우리당 원내교섭단체 지위 획득 원내 교섭단체 3당 체제 전환                           | ±47         | 한나라당 149석 새천년민주당 60석 열린우리당 47석 자유민주연합 10석 민주국민당 1석 국민통합21 1석 하나로국민연합 1석 무소속 3석   |
| 2003년 11월 11일 | 이창복                                                                  | 무소속 → 열린우리당           | 강원 원주시               | 열린우리당 창당 열린우리당 원내교섭단체 지위 획득 원내 교섭단체 3당 체제 전환                           | ±47         | 한나라당 149석 새천년민주당 60석 열린우리당 47석 자유민주연합 10석 민주국민당 1석 국민통합21 1석 하나로국민연합 1석 무소속 3석   |
| 2003년 11월 11일 | 김택기                                                                  | 무소속 → 열린우리당           | 강원 태백시·정선군        | 열린우리당 창당 열린우리당 원내교섭단체 지위 획득 원내 교섭단체 3당 체제 전환                           | ±47         | 한나라당 149석 새천년민주당 60석 열린우리당 47석 자유민주연합 10석 민주국민당 1석 국민통합21 1석 하나로국민연합 1석 무소속 3석   |
| 2003년 11월 11일 | 홍재형                                                                  | 무소속 → 열린우리당           | 충북 청주시 상당구        | 열린우리당 창당 열린우리당 원내교섭단체 지위 획득 원내 교섭단체 3당 체제 전환                           | ±47         | 한나라당 149석 새천년민주당 60석 열린우리당 47석 자유민주연합 10석 민주국민당 1석 국민통합21 1석 하나로국민연합 1석 무소속 3석   |
| 2003년 11월 11일 | 이원성                                                                  | 무소속 → 열린우리당           | 충북 충주시               | 열린우리당 창당 열린우리당 원내교섭단체 지위 획득 원내 교섭단체 3당 체제 전환                           | ±47         | 한나라당 149석 새천년민주당 60석 열린우리당 47석 자유민주연합 10석 민주국민당 1석 국민통합21 1석 하나로국민연합 1석 무소속 3석   |
| 2003년 11월 11일 | 문석호                                                                  | 무소속 → 열린우리당           | 충남 서산시·태안군        | 열린우리당 창당 열린우리당 원내교섭단체 지위 획득 원내 교섭단체 3당 체제 전환                           | ±47         | 한나라당 149석 새천년민주당 60석 열린우리당 47석 자유민주연합 10석 민주국민당 1석 국민통합21 1석 하나로국민연합 1석 무소속 3석   |
| 2003년 11월 11일 | 송영진                                                                  | 무소속 → 열린우리당           | 충남 당진군               | 열린우리당 창당 열린우리당 원내교섭단체 지위 획득 원내 교섭단체 3당 체제 전환                           | ±47         | 한나라당 149석 새천년민주당 60석 열린우리당 47석 자유민주연합 10석 민주국민당 1석 국민통합21 1석 하나로국민연합 1석 무소속 3석   |
| 2003년 11월 11일 | 장영달                                                                  | 무소속 → 열린우리당           | 전북 전주시 완산구        | 열린우리당 창당 열린우리당 원내교섭단체 지위 획득 원내 교섭단체 3당 체제 전환                           | ±47         | 한나라당 149석 새천년민주당 60석 열린우리당 47석 자유민주연합 10석 민주국민당 1석 국민통합21 1석 하나로국민연합 1석 무소속 3석   |
| 2003년 11월 11일 | 정동영                                                                  | 무소속 → 열린우리당           | 전북 전주시 덕진구        | 열린우리당 창당 열린우리당 원내교섭단체 지위 획득 원내 교섭단체 3당 체제 전환                           | ±47         | 한나라당 149석 새천년민주당 60석 열린우리당 47석 자유민주연합 10석 민주국민당 1석 국민통합21 1석 하나로국민연합 1석 무소속 3석   |
| 2003년 11월 11일 | 강봉균                                                                  | 무소속 → 열린우리당           | 전북 군산시               | 열린우리당 창당 열린우리당 원내교섭단체 지위 획득 원내 교섭단체 3당 체제 전환                           | ±47         | 한나라당 149석 새천년민주당 60석 열린우리당 47석 자유민주연합 10석 민주국민당 1석 국민통합21 1석 하나로국민연합 1석 무소속 3석   |
| 2003년 11월 11일 | 김원기                                                                  | 무소속 → 열린우리당           | 전북 정읍시               | 열린우리당 창당 열린우리당 원내교섭단체 지위 획득 원내 교섭단체 3당 체제 전환                           | ±47         | 한나라당 149석 새천년민주당 60석 열린우리당 47석 자유민주연합 10석 민주국민당 1석 국민통합21 1석 하나로국민연합 1석 무소속 3석   |
| 2003년 11월 11일 | 이강래                                                                  | 무소속 → 열린우리당           | 전북 남원시·순창군        | 열린우리당 창당 열린우리당 원내교섭단체 지위 획득 원내 교섭단체 3당 체제 전환                           | ±47         | 한나라당 149석 새천년민주당 60석 열린우리당 47석 자유민주연합 10석 민주국민당 1석 국민통합21 1석 하나로국민연합 1석 무소속 3석   |
| 2003년 11월 11일 | 정세균                                                                  | 무소속 → 열린우리당           | 전북 진안군·무주군·장수군 | 열린우리당 창당 열린우리당 원내교섭단체 지위 획득 원내 교섭단체 3당 체제 전환                           | ±47         | 한나라당 149석 새천년민주당 60석 열린우리당 47석 자유민주연합 10석 민주국민당 1석 국민통합21 1석 하나로국민연합 1석 무소속 3석   |
| 2003년 11월 11일 | 천용택                                                                  | 무소속 → 열린우리당           | 전북 강진군·완도군        | 열린우리당 창당 열린우리당 원내교섭단체 지위 획득 원내 교섭단체 3당 체제 전환                           | ±47         | 한나라당 149석 새천년민주당 60석 열린우리당 47석 자유민주연합 10석 민주국민당 1석 국민통합21 1석 하나로국민연합 1석 무소속 3석   |
| 2003년 11월 11일 | 정범구                                                                  | 새천년민주당 → 무소속         | 경기 고양시 일산구 갑     | 탈당 | ±1          | 한나라당 149석 새천년민주당 60석 열린우리당 47석 자유민주연합 10석 민주국민당 1석 국민통합21 1석 하나로국민연합 1석 무소속 3석   |
| 2003년 12월 9일  | 김홍신 → 송병대                                                         | 한나라당                      | 전국구                    | 김홍신 탈당으로 의원직 상실 송병대 승계                                                                 |             | 한나라당 149석 새천년민주당 60석 열린우리당 47석 자유민주연합 10석 민주국민당 1석 국민통합21 1석 하나로국민연합 1석 무소속 3석   |
| 2003년 12월 12일 | 조배숙 → 박금자                                                         | 새천년민주당                  | 전국구                    | 조배숙 탈당으로 의원직 상실 박금자 승계                                                                 |             | 한나라당 149석 새천년민주당 60석 열린우리당 47석 자유민주연합 10석 민주국민당 1석 국민통합21 1석 하나로국민연합 1석 무소속 3석   |
| 2003년 12월 26일 | 김윤식                                                                  | 한나라당                      | 경기 용인시 을            | 대법원에서 공직 선거법 위반으로 당선무효형 확정                                                         | -1          | 한나라당 148석 새천년민주당 60석 열린우리당 47석 자유민주연합 10석 민주국민당 1석 국민통합21 1석 하나로국민연합 1석 무소속 3석   |
| 2004년 1월 14일  | 백승홍                                                                  | 한나라당 → 무소속             | 대구 중구                 | 한나라당 탈당                                                                                           | ±1          | 한나라당 148석 새천년민주당 60석 열린우리당 47석 자유민주연합 10석 민주국민당 1석 국민통합21 1석 하나로국민연합 1석 무소속 4석   |
| 2004년 1월 16일  | 안동선                                                                  | 자유민주연합 → 새천년민주당   | 부천시 원미구 갑          | 당적변경                                                                                                | ±1          | 한나라당 148석 새천년민주당 61석 열린우리당 47석 자유민주연합 9석 민주국민당 1석 국민통합21 1석 하나로국민연합 1석 무소속 4석    |
| 2004년 1월 20일  | 김홍일                                                                  | 새천년민주당 → 무소속         | 전남 목포시               | 민주당 탈당                                                                                             | ±1          | 한나라당 148석 새천년민주당 60석 열린우리당 47석 자유민주연합 9석 민주국민당 1석 국민통합21 1석 하나로국민연합 1석 무소속 5석    |
| 2004년 1월 30일  | 정범구                                                                  | 무소속 → 새천년민주당         | 경기 고양시 일산구 갑     | 민주당 복당                                                                                             | ±1          | 한나라당 148석 새천년민주당 61석 열린우리당 47석 자유민주연합 9석 민주국민당 1석 국민통합21 1석 하나로국민연합 1석 무소속 4석    |
| 2004년 2월 1일   | 이상희 → 김영구                                                         | 한나라당                      | 전국구                    | 이상희 탈당으로 의원직 상실 김영구 승계                                                                 |             | 한나라당 148석 새천년민주당 61석 열린우리당 47석 자유민주연합 9석 민주국민당 1석 국민통합21 1석 하나로국민연합 1석 무소속 4석    |
| 2004년 2월 1일   | 김홍일                                                                  | 무소속 → 새천년민주당         | 전남 목포시               | 민주당 복당                                                                                             | ±1          | 한나라당 148석 새천년민주당 62석 열린우리당 47석 자유민주연합 9석 민주국민당 1석 국민통합21 1석 하나로국민연합 1석 무소속 3석    |
| 2004년 2월 19일  | 이한동                                                                  | 하나로국민연합 → 자유민주연합 | 경기 연천군·포천군        | 자민련 복당                                                                                             | ±1          | 한나라당 148석 새천년민주당 62석 열린우리당 47석 자유민주연합 10석 민주국민당 1석 국민통합21 1석 무소속 3석                      |
| 2004년 2월 23일  | 박시균                                                                  | 한나라당 → 무소속             | 경북 영주시               | 한나라당 탈당                                                                                           | ±1          | 한나라당 147석 새천년민주당 62석 열린우리당 47석 자유민주연합 10석 민주국민당 1석 국민통합21 1석 무소속 4석                      |
| 2004년 2월 26일  | 박종웅                                                                  | 한나라당 → 무소속             | 부산 사하구 을            | 한나라당 탈당                                                                                           | ±1          | 한나라당 146석 새천년민주당 62석 열린우리당 47석 자유민주연합 10석 민주국민당 1석 국민통합21 1석 무소속 5석                      |
| 2004년 3월 2일   | 김일윤                                                                  | 한나라당 → 무소속             | 경북 경주시               | 한나라당 탈당                                                                                           | ±1          | 한나라당 145석 새천년민주당 62석 열린우리당 47석 자유민주연합 10석 민주국민당 1석 국민통합21 1석 무소속 6석                      |
| 2004년 3월 2일   | 서청원                                                                  | 한나라당 → 무소속             | 서울 동작구 갑            | 한나라당 탈당                                                                                           | ±3          | 한나라당 142석 새천년민주당 62석 열린우리당 47석 자유민주연합 10석 민주국민당 1석 국민통합21 1석 무소속 9석                      |
| 2004년 3월 2일   | 하순봉                                                                  | 한나라당 → 무소속             | 경남 진주시               | 한나라당 탈당                                                                                           | ±3          | 한나라당 142석 새천년민주당 62석 열린우리당 47석 자유민주연합 10석 민주국민당 1석 국민통합21 1석 무소속 9석                      |
| 2004년 3월 2일   | 윤한도                                                                  | 한나라당 → 무소속             | 경남 의령군·함안군        | 한나라당 탈당                                                                                           | ±3          | 한나라당 142석 새천년민주당 62석 열린우리당 47석 자유민주연합 10석 민주국민당 1석 국민통합21 1석 무소속 9석                      |
| 2004년 3월 8일   | 박승국                                                                  | 한나라당 → 무소속             | 대구 북구 갑              | 한나라당 탈당                                                                                           | ±1          | 한나라당 141석 새천년민주당 62석 열린우리당 47석 자유민주연합 10석 민주국민당 1석 국민통합21 1석 무소속 10석                     |
| 2004년 3월 16일  | 조성준                                                                  | 새천년민주당 → 무소속         | 경기 성남시 중원구        | 민주당 탈당                                                                                             | ±1          | 한나라당 141석 새천년민주당 61석 열린우리당 47석 자유민주연합 10석 민주국민당 1석 국민통합21 1석 무소속 11석                     |
| 2004년 3월 19일  | 박주선                                                                  | 새천년민주당 → 무소속         | 전남 보성군·화순군        | 민주당 탈당                                                                                             | ±1          | 한나라당 140석 새천년민주당 60석 열린우리당 47석 자유민주연합 10석 민주국민당 1석 국민통합21 1석 무소속 13석                     |
| 2004년 3월 19일  | 김기배                                                                  | 한나라당 → 무소속             | 서울 구로구 갑            | 한나라당 탈당                                                                                           | ±1          | 한나라당 140석 새천년민주당 60석 열린우리당 47석 자유민주연합 10석 민주국민당 1석 국민통합21 1석 무소속 13석                     |
| 2004년 3월 21일  | 박원홍                                                                  | 한나라당 → 무소속             | 서울 서초구 갑            | 한나라당 탈당                                                                                           | ±1          | 한나라당 139석 새천년민주당 60석 열린우리당 47석 자유민주연합 10석 민주국민당 1석 국민통합21 1석 무소속 14석                     |
| 2004년 3월 22일  | 김종호 → 변웅전                                                         | 자유민주연합                  | 전국구                    | 김종호 탈당으로 의원직 상실 변웅전 승계                                                                 |             | 한나라당 139석 새천년민주당 60석 열린우리당 47석 자유민주연합 10석 민주국민당 1석 국민통합21 1석 무소속 14석                     |
| 2004년 3월 23일  | 박승국                                                                  | 무소속 → 열린우리당           | 대구 북구 갑              | 열린우리당 입당                                                                                         | ±1          | 한나라당 139석 새천년민주당 60석 열린우리당 48석 자유민주연합 10석 민주국민당 1석 국민통합21 1석 무소속 13석                     |
| 2004년 3월 25일  | 조웅규 → 박경섭                                                         | 한나라당                      | 전국구                    | 조웅규 탈당으로 의원직 상실 박경섭 승계                                                                 |             | 한나라당 139석 새천년민주당 60석 열린우리당 48석 자유민주연합 10석 민주국민당 1석 국민통합21 1석 무소속 13석                     |
| 2004년 3월 26일  | 조성준                                                                  | 무소속 → 열린우리당           | 경기 성남시 중원구        | 열린우리당 입당                                                                                         | ±1          | 한나라당 139석 새천년민주당 60석 열린우리당 49석 자유민주연합 10석 민주국민당 1석 국민통합21 1석 무소속 12석                     |
| 2004년 3월 29일  | 설훈                                                                    | 새천년민주당 → 무소속         | 서울 도봉구 을            | 민주당 탈당                                                                                             | ±1          | 한나라당 139석 새천년민주당 59석 열린우리당 49석 자유민주연합 10석 민주국민당 1석 국민통합21 1석 무소속 11석                     |
| 2004년 3월 29일  | 임진출 → 이만재                                                         | 한나라당                      | 전국구                    | 임진출 탈당으로 의원직 상실 이만재 승계                                                                 |             | 한나라당 139석 새천년민주당 59석 열린우리당 49석 자유민주연합 10석 민주국민당 1석 국민통합21 1석 무소속 11석                     |
| 2004년 3월 31일  | 박인상 → 이종성                                                         | 새천년민주당                  | 전국구                    | 박인상 탈당으로 의원직 상실 이종성 승계                                                                 |             | 한나라당 139석 새천년민주당 59석 열린우리당 49석 자유민주연합 10석 민주국민당 1석 국민통합21 1석 무소속 11석                     |
| 2004년 4월 20일  | 강숙자                                                                  | 민주국민당 → 무소속           |                           | 총선 득표율 미달로 정당 등록 취소                                                                       |             | 한나라당 139석 새천년민주당 59석 열린우리당 49석 자유민주연합 10석 국민통합21 1석 무소속 12석                                    |
| 2004년 5월 21일  | 박종완 → 안희옥                                                         | 새천년민주당                  | 전국구                    | 박종완 탈당으로 의원직 상실 안희옥 승계                                                                 |             | 한나라당 139석 새천년민주당 59석 열린우리당 49석 자유민주연합 10석 국민통합21 1석 무소속 12석                                    |

## 같이 보기
- 노무현 대통령 탄핵소추
- 대한민국 제16대 국회의원 목록
- 대한민국 제16대 총선